# Masahiko Kacuja
Masahiko Kacuja (勝谷 誠彦, Kacuja Masahiko, 6. prosince 1960 Amagasaki – 28. listopadu 2018 tamtéž) byl japonský publicista, fotograf a vědec.

## Životopis
Po neúspěšných přijímacích zkouškách na univerzitu v Tokiu a na univerzitu v Cukubě nastoupil v roce 1980 na Univerzitu Waseda. Po absolvování univerzity v roce 1985 začal pracovat pro redaktora japonského nakladatelství Bungeišundžú (株式会社文藝春秋).
Dne 2. července 2017 kandidoval v gubernátorských volbách v Hjógo, ale byl poražen stávajícím gubernátorem Tošizó Ido (井戸 敏三), který vyhrál již popáté.
Zemřel na alkoholickou hepatitidu 28. listopadu 2018.